# آئروپه
آئروپه (به یونانی: Αερόπη)، در اسطوره‌های یونان، دختر کاترئوس (پادشاه کرت) است.
کاترئوس از پیش‌گویی شنیده بود که به دست یکی از فرزندانش کشته خواهد شد. قبل از آن‌که اقدامی بکند دو تن از فرزندانش که از این موضوع باخبر شدند از بیم پدر گریختند. آئروپه به همراه دیگر خواهرش به دستور پدر در خارج از کرت به‌عنوان برده فروخته شد. آترئوس او را خرید و با وی ازدواج کرد. اما آئروپه با برادر آترئوس، توئستس رابطه برقرار کرد و برهٔ زرینی را که ضامن قدرت آترئوس بود را به وی داد. با این وجود آترئوس به کمک زئوس توانست تاج و تحت خود را حفظ کند و آئروپه را به دریا انداخت. در روایتی وی مادر پلیستنس و به روایتی دیگر مادر آگاممنون و منلائوس بوده‌است.

## اسطوره شناسی

### در کرت
پدر آئروپه کاترئوس پسر مینوس و پادشاه کرت بود. کاترئوس دو دختر دیگر به نام‌های کلیمین و آپموسین و پسری به نام آلتئامنس داشت. طبق رسومات و بر اساس نمایش‌نامه‌ی گمشده‌ی اوریپید، زنان کرتی، کاترئوس، آئروپه را همراه با یک برده هنگام جماع در تخت دیده و او را به نائوپلیسِ قهرمان می‌سپارد تا در دریا غرقش نماید. اما نائوپلیس زندگی او را می‌بخشد و او در نهایت با پلیستنه، پادشاه موکنای ازدواج می‌نماید. سوفوکل شاید در نمایش‌نامه‌ی آژاکس به ماجرای پیدا کردن آئروپه در تخت توسط کاترئوس اشاره کند و یا شاید در گذر زمان این واقعه جایگزین داستانی شده که آترئوس، شوهر آئروپه او را با تیسته یافته و او را غرق می‌نماید.
بر طبق گفته‌ی آپولودوروس، کاترئوس توسط یک پیش‌گو می‌فهمد که یکی از فرزندانش او را به قتل می‌رساند و به همین دلیل آئروپه و خواهرش کلیمین را به نائوپلیس داده تا سرزمین‌های خارجی به فروش برساند. (برادر آئروپه پس از مطلع شدن از پیش‌گویی چون می‌ترسد قاتل پدرش باشد، به همراه دیگر خواهرشان به سمت جزیره‌ی رودس می‌گریزد.) اما نائوپلیس کلیمین را برای خود برداشته و آئروپه به عقد پلیستنه در آمده و در ادامه مادر ازاو،  آگاممنون و منلائوس را می‌زاید.

### در موکنای
بر اساس بیش‌تر منابع آئروپه در موکنای صاحب فرزندانی به نام‌های آگاممنون و منلائوس می‌شود. پدر این فرزندان یا آترئوس است و یا طبق منابعی دیگر پلیستنه، پسر آترئوس.
هومر، آگاممنون و منلائوس را فرزندان آترئوس و آئروپه می‌داند. اوریپید در زنان کرتی و متن آپولودوروس اشاره می‌کنند که آئروپه همسر پلیستنه است و همچنین آپولودوروس ذکر می‌کند که پلیستنه پدر آگاممنون و منلائوس است. در دیگر مسائل اوریپید و آپولودوروس پیر هومر هستند.
البته اوریپید و آپولودوروس تنها منابعی نیستند که پلیستنه را پدر آگاممنون و منلائوس می‌دانند و هزیود، آیسخولوس، پورفیری و برخی دیگر همین اعتقاد را دارند.
باکیلایدس منلائوس را پسر هر دوی آترئوس و پلیستنه می‌داند، بدین معنی که منلائوس احتمالاً از ازدواج نخست آئروپه و پسر آترئوس بوده و سپس پس از ازدواج مجدد مادرش با پلیستنه او قیمومیت شوهر جدید مادرش درآمده است. اگرچه احتمالاً این تلاشی بوده تا داستان‌های قدیمی را با هم وفق دهند.

### آترئوس و تیستس
در حالی‌که دو برادر، آترئوس و تیستس بر سر قدرت با یکدیگر می‌جنگند، آئروپه، همسر آترئوس به معشوقه‌ی تیستس بدل می‌شود. این داستان در یونان و روم باستان، داستان محبوبی بوده‌است. آیسخولوس در نمایش‌نامه‌ی آگاممنون، اشاراتی مبهم به این داستان می‌کند، که نشان‌دهنده‌ی این است عموم مردم به خوبی از داستان آگاه بودند. همچنین احتمالاً سوفوکل نمایش‌نامه‌هایی به عنوان‌های تیستس (احتمالاً بیش از یک عنوان)، آترئوس و تیستس سایکون و اوریپید نمایش‌نامه‌هایی با عنوان‌های کرسای، و احتمالاً تیستس داشته‌اند. آگاتون نیز اثری به نام آئروپه درباره‌ی این داستان دارد. همچنین نمایش‌نامه‌های الکترا و اورستس از آثار اوریپید، ارجاع‌هایی به این داستان دارند.
آترئوس و تیستس فرزندان پلوپس و هیپودامیا بودند. آن‌ها در طمع به تاج و تخت پدر، برادر ناتنی خود، کریسیپوس را کشتند. خاندان پرسئید زمانی به آخر رسید که یک پیش‌گویی به موکناییان گفت باید از میان پسران پلوپس یکی را به شاهی گزینند. آئروپه و تیستس معشوقه‌ی یکدیگر بودند و آئروپه بره‌ی طلایی (نمادی از پادشاهی موکنای) را از شوهرش دزدید و به تیستس داد. بنابراین مردم موکنای تیستس را به شاهی گزیدند.
طبق گفته‌های یولیوس هیگینوس، آئروپه از تیستس دو پسر به نام‌های تانتالوس و پلئیستنه به‌دنیا آورد. اوریپید نیز در زنان کرتی وجود این بچه‌ها را تلویحاً تأیید می‌کند. کودکانی که توسط آترئوس بزرگ می‌شدند.
در دوره‌ی بیزانس حاشیه‌‌های نوشته شده بر اورستوس اوریپید نشان می‌دهد که در آثاری نامشخص از سوفوکل، آترئوس، آئروپه را به انتقام رابطه‌ی عاشقانه‌اش درون دریا انداخته و پشم زرین را می‌دزدد.

## هنر عشق
اووید در کتاب هنر عشق، آئروپه را به‌عنوان یکی از نمونه‌های نشان‌دهنده‌ی «شهوت زن»، که شدیدتر از مردان و همراه با جنون بیشتری است، نام می‌برد.